# 松永智充
松永 智充（まつなが ともみつ、1980年11月13日 - ）は、日本のプロレスラー。茨城県古河市出身。SUPER CREW、フリーランスを経て、現在はDDT所属。城西国際大学卒業。

## 経歴
2006年3月4日、SUPER CREW新木場1stRING大会・対日下武人戦にてデビュー。
同年、SUPER CREWからフリーに転向。
この間にDDTにレギュラー参戦し、中澤マイケルとヌルヌル・ブラザーズを結成。
2007年、DDTに正式入団。
2008年、ヌルヌル・ブラザーズを解散。その後復活。
2009年、アイスリボンにニード手島（後にバーブ佐々木）と共にレフェリーとして参加。大阪などの地方大会では、ミスター雁之助に代わってリングアナウンサーとして帯同する。
2010年7月30日、茨城県での廃墟プロレスにて自身初となる路上マッチのレフェリングを行う。また、同年9月12日の山梨県でのキャンプ場プロレスでもサブレフェリーを担当。
9月8日、新木場大会、ユニット再編バトルロイヤルに参戦するも誰からも引き取られずに「嫌われ者同士」としてふたたび中澤マイケルと組む羽目に。再結成を喜ぶマイケルとは裏腹に嫌がる松永だったが後から現れた佐藤光留に「人気者でなければプロレスできないか！」と一喝され思い直すとともに意気投合、嫌われ者ユニット「シットハート♥ファウンデーション」を結成する。
2011年7月29日、リング内外で起こしてきた悪行が酷過ぎるとし、鶴見亜門GMから謹慎処分を言い渡され、選手活動を停止。但しアイスリボン等でのレフェリーは継続。
10月5日付で謹慎処分解除。以降はレフェリー活動は休止しており、選手に専念。翌年5月頃にレフェリー活動再開したが、学生プロレス時代の同志だった佐藤淳一のアイスリボン入社により撤退。
2013年10月19日、アイスリボンにレスラーとして初参戦。
2013年、柔道整復師国家資格を取得。ヌルヌル・ブラザーズも復活してプロレス活動を定期的に行う。
2014年よりヌルヌル・ブラザーズのタッグ3番勝負として第一戦で竹下幸之介&遠藤哲哉組と対戦し敗北。
第二戦は大阪でザ・ビッグガンズと対戦してあっさり敗北。
第三戦は後楽園ホールで飯伏幸太&ケニー・オメガ組とKO-Dタッグで対戦し敗北。
6月14日KING OF DDTでケニー・オメガから一回戦で勝利する大金星を見せるも二回戦で戦うKUDOに敗れ敗退する。
2016年4月より、2013年に取得した柔道整復師国家資格を生かし、旧事務所に開業予定のベストストレッチ新宿御苑店の併設の「新宿ぎょえん接骨院&新宿ぎょえん鍼灸治療院」の院長となる。2018年6月に閉院。
2021年からはDDTの地方大会などでレフェリーを務める機会が増えている。

## 得意技
- バックドロップ
- ゴールデンアームボンバー

## タイトル歴
DDTプロレスリング
- KO-Dタッグ王座 - 第24代（パートナーは中澤マイケル）
- アイアンマンヘビーメタル級王座(DDTプロレスリング・第965・968・981・1018・1025・1029・1033・1035・1377・1451代)
- UWA世界6人タッグ王座 - （パートナーは佐藤光留、中澤マイケル）
- 自由が丘広小路会公認6人タッグ王座 - 第7代（パートナーは佐藤光留、中澤マイケル）
- 日本海6人タッグ王座 - 第4代（パートナーは佐藤光留、中澤マイケル）

## 入場曲
- Runner / 爆風スランプ
- Cloud Nine / Evanescence
- kink / Archie Bronson Outfit
  - ヌルヌルブラザーズのテーマ
- ハート・ファウンデーションのテーマ
  - シットハート♥ファウンデーションのテーマ

## 相撲
- 相撲観戦を趣味としており、DDTの相撲に関する大会では常に上位にいる。好きな力士としては大砂嵐金崇郎、旭大星託也などを挙げている。
- 肩書としてDDT大横綱、相撲王と称されている。
- オールナイト興行で行われたアームレスリングトーナメントGO-1 CLIMAXでは1回戦で彰人、2回戦では中澤マイケルを破り準決勝まで勝ち進むが竹下幸之介に敗れてしまった。
- しかし、ビアガーデンプロレスで行われたDDT大相撲夏場所では、行司が元力士の星誕期ということもあり敵なしで優勝しており、優勝決定戦ではアームレスリングトーナメント準決勝で敗れた竹下にリベンジを果たしている。
- スマイルスカッシュ興行で行われた秋場所では、茨城県出身・のぞき部屋と称される。一回戦で竹下に通常の相撲ルールで敗れまさかの一回戦負けとなる。
- 元幕下力士の樋口和貞とバトルロイヤルで相撲を取るが、バックドロップのように抱え上げられオーバーザトップロープルールにより退場となり、これも敗れる。
- KING OF DDTの一回戦でも樋口和貞に敗れる。
- 8月5日の夏場所では茨城県出身・連れ込み部屋と称された。まさかの秋場所優勝の石川修司との対戦で初戦敗退。石川はこの年の夏場所も制覇した。

## 特記
- 元々はプロレスリング・ノアに憧れ、ノアでのデビューを目指しリングスタッフとして興行に帯同していた事がある。だが入門オーデションを受けたが落選し、ノアへの入門は叶わなかった。
- DDT内では策士と呼ばれ、ヌルヌルブラザーズで得意としていたローション攻撃のバリエーションのほとんどは松永考案。
- ヌルヌルブラザーズ解散後は、オーソドックスなスタイルで若手の相手を務めるなど、自他共に認めるトライアウターとなっている。
- RVDコールをマネて、「まつ・なが・ともみつ」とアピールをすることがあり、初期はあまり浸透しないものの徐々に浸透している。